# Резонатор
Резона́тор — колебательная система, в которой происходит накопление энергии колебаний за счёт резонанса с вынуждающей силой. Обычно резонаторы обладают дискретным набором резонансных частот.
В технике обычно встречаются резонаторы с колебанием электромагнитных или механических величин. Конструкция резонатора сильно зависит от его резонансных частот.

## Механические резонаторы
Механические резонаторы можно разделить на две условные группы:
- Резонатор накопительного действия.
- Резонатор мгновенного действия.

### Резонатор накопительного действия
Отличительной чертой такого резонатора является накопление энергии внешнего воздействия за счет уменьшения частоты собственных колебаний. С математической точки зрения любой резонатор, частота колебаний которого строго больше частоты колебаний возмущающей силы, является накопительным. Классическим примером являются качели. Усиление выходной мощности происходит за счет сложения мощностей нескольких колебаний возмущающей силы.

### Резонатор мгновенного действия
Под «мгновенным действием» подразумевается совершение одного периода колебания резонатора за время, не большее периода колебания возмущающей силы. Примером такого резонатора может служить резонатор Гельмгольца. Усиление в таких резонаторах может происходить за счет:
- смещения по времени мощности резонансной частоты на входе, то есть, плавно меняясь на входе резонатора, мощность может увеличиться на выходе за счет уменьшения длительности сигнала;
- поглощения энергии других (не резонансных) частот. Этот эффект используется певцами при практике резонансного пения;
- поглощения теплового движения окружающего пространства.

Резонаторы мгновенного действия могут иметь коэффициент усиления до 45 дБ (10 000 раз).

## Электромагнитные резонаторы
В генераторах СВЧ-излучений (клистрон, магнетрон) резонаторы представляют собой металлическую конструкцию, используемую для генерации волн определённой длины.